# Startup weekend

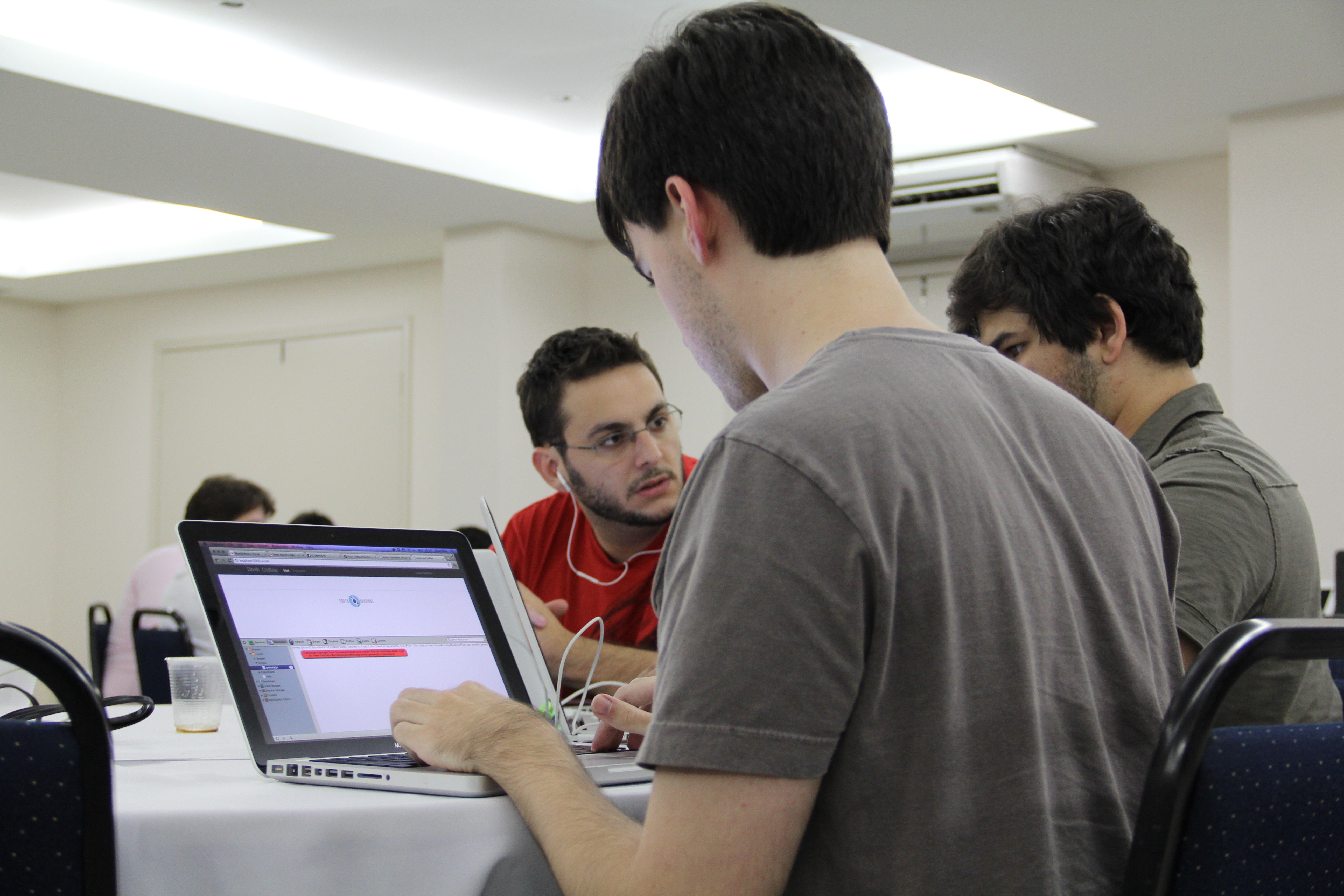
Un Startup Weekend de inicio en Brasil en 2011.

Startup Weekend™ es un evento de 54 horas, en el cual grupos conformados por desarrolladores, administradores, entusiastas de emprendimiento y diseñadores presentan ideas para ir de idea a producto, formando equipos alrededor de esas ideas y trabajando para desarrollar un modelo de negocios, un producto mínimo viable y validación durante el fin de semana, teniendo una presentación final el domingo en la tarde. Startup Weekend nació en el 2007 y al 2016 ha crecido hasta tener una presencia global. En diciembre de 2016, Startup Weekend ha alcanzado presencia en 140 países, y más de 1100 ciudades, involucrando más de 234 000 participantes emprendedores. Startup Weekend es un programa de Techstars Startup Programs, junto con Startup Week y Startup Digest.

## Historia
Fundada en julio de 2007 en Boulder, Colorado por Andrew Hyde, Startup Weekend reunió a 70 emprendedores para intentar crear una startup en solo 54 horas. El modelo se expandió rápidamente a otras ciudades alrededor del mundo. En 2010, Marc Nager y Clint Nelsen tomaron propiedad completa y registraron la organización sin ánimo de lucro, moviéndose a Seattle. Luego de la adquisición, Startup Weekend organizaría 80 eventos en Estados Unidos, Canadá, Inglaterra y Alemania. En febrero de 2010, Franck Nouyrigat se unió como Codirector y Gerente de Tecnología. En el otoño de ese mismo año, Startup Weekend obtuvo el estatus 501c3 y recibió un fondo de la Fundación Kauffman. En diciembre de 2010, la organización contaba con 8 empleados de tiempo completo, más de 15 facilitadores y más de 100 organizadores locales. En 2011, Startup Weekend lanzó la iniciativa StartUp Foundation en alianza con la Fundación Kauffman. En junio de 2012, Startup Weekend abrió sus primeras oficinas regionales en Londres y Ciudad de México. En 2016, Startup Weekend está en más de 1000 ciudades alrededor del mundo.

## Modelo
Los eventos de Startup Weekend suceden en el curso del fin de semana (aproximadamente 54 horas). Comenzando en viernes por la tarde, y terminando el domingo en la noche, están compuestos por alrededor de 60 - 120 participantes (aunque ha habido eventos con menos o más participantes, de 13 a más de 400). En adición a los participantes, los eventos también atraen speakers, coaches, mentores y panelistas (usualmente miembros de la comunidad local que tienen niveles de influencia en temas relevantes para emprendimiento y tecnología), y varios patrocinadores y representantes de entidades públicas y privadas.

## Global Startup Weekend
Startup Weekend lanza iniciativas cada año, que apuntan a construir comunidades prósperas de emprendimiento. En 2011, en el marco de la Semana global de emprendimiento lanzó Global Startup Battle Archivado el 2 de diciembre de 2016 en Wayback Machine. en 2011. En 2012, la iniciativa incluyó 10 000 participantes, 1200 equipos, y sucedió en más de 100 ciudades alrededor del mundo. En los años siguientes, siguió creciendo y en 2016, evolucionó a ser Global Startup Weekend, una celebración global de emprendimiento.